# Solano megye
Solano megye az Amerikai Egyesült Államokban, azon belül Kalifornia államban található. Megyeszékhelye Fairfield. Lakosainak száma 453 491 fő (2020. április 1.). Solano megye Yolo, Sacramento, Contra Costa, Napa és Sonoma megyékkel határos.

## Népesség
A megye népességének változása:
| Lakosok száma | 414 119 | 416 760 | 420 335 | 424 788 | 436 092 | 439 793 | 447 643 | 453 491 |
|               | 2010    | 2011    | 2012    | 2013    | 2015    | 2018    | 2019    | 2020    |